# Golden Globe Awards 1990
Die 47. Verleihung der Golden Globe Awards fand am 12. Januar 1990 statt.

## Gewinner und Nominierte im Bereich Film

### Bester Film – Drama
Geboren am 4. Juli (Born on the Fourth of July) – Regie: Oliver Stone
- Der Club der toten Dichter (Dead Poet Society) – Regie: Peter Weir
- Do the Right Thing – Regie: Spike Lee
- Glory – Regie: Edward Zwick
- Verbrechen und andere Kleinigkeiten (Crimes and Misdemeanors) – Regie: Woody Allen

### Bester Film – Musical/Komödie
Miss Daisy und ihr Chauffeur (Driving Miss Daisy) – Regie: Bruce Beresford
- Arielle, die Meerjungfrau (The Little Mermaid) – Regie: Ron Clements, John Musker
- Der Rosenkrieg (The War of the Roses) – Regie: Danny DeVito
- Harry und Sally (When Harry Met Sally...) – Regie: Rob Reiner
- Shirley Valentine – Auf Wiedersehen, mein lieber Mann (Shirley Valentine) – Regie: Lewis Gilbert

### Beste Regie
Oliver Stone – Geboren am 4. Juli (Born on the Fourth of July)
- Spike Lee – Do the Right Thing
- Rob Reiner – Harry und Sally (When Harry Met Sally...)
- Peter Weir – Der Club der toten Dichter (Dead Poet Society)
- Edward Zwick – Glory

### Bester Darsteller – Drama
Tom Cruise – Geboren am 4. Juli (Born on the Fourth of July)
- Daniel Day-Lewis – Mein linker Fuß (My Left Foot)
- Jack Lemmon – Dad
- Al Pacino – Sea of Love – Melodie des Todes (Sea of Love)
- Robin Williams – Der Club der toten Dichter (Dead Poet Society)

### Beste Darstellerin – Drama
Michelle Pfeiffer – Die fabelhaften Baker Boys (The Fabulous Baker Boys)
- Sally Field – Magnolien aus Stahl (Steel Magnolias)
- Jessica Lange – Music Box – Die ganze Wahrheit (Music Box)
- Andie MacDowell – Sex, Lügen und Video (Sex, Lies and Videotape)
- Liv Ullmann – Der Rosengarten (The Rose Garden)

### Bester Darsteller – Musical/Komödie
Morgan Freeman – Miss Daisy und ihr Chauffeur (Driving Miss Daisy)
- Billy Crystal – Harry und Sally (When Harry Met Sally...)
- Michael Douglas – Der Rosenkrieg (The War of the Roses)
- Steve Martin – Eine Wahnsinnsfamilie (Parenthood)
- Jack Nicholson – Batman

### Beste Darstellerin – Musical/Komödie
Jessica Tandy – Miss Daisy und ihr Chauffeur (Driving Miss Daisy)
- Pauline Collins – Shirley Valentine – Auf Wiedersehen, mein lieber Mann (Shirley Valentine)
- Meg Ryan – Harry und Sally (When Harry Met Sally...)
- Meryl Streep – Die Teufelin (She-Devil)
- Kathleen Turner – Der Rosenkrieg (The War of the Roses)

### Bester Nebendarsteller
Denzel Washington – Glory
- Danny Aiello – Do the Right Thing
- Marlon Brando – Weiße Zeit der Dürre (A Dry White Season)
- Sean Connery – Indiana Jones und der letzte Kreuzzug (Indiana Jones and the Last Crusade)
- Ed Harris – Jacknife - Vom Leben betrogen (Jackknife)
- Bruce Willis – Zurück aus der Hölle (In Country)

### Beste Nebendarstellerin
Julia Roberts – Magnolien aus Stahl (Steel Magnolias)
- Bridget Fonda – Scandal
- Brenda Fricker – Mein linker Fuß (My Left Foot)
- Laura San Giacomo – Sex, Lügen und Video (Sex, Lies and Videotape)
- Dianne Wiest – Eine Wahnsinnsfamilie (Parenthood)

### Bestes Drehbuch
Ron Kovic, Oliver Stone – Geboren am 4. Juli (Born on the Fourth of July)
- Nora Ephron – Harry und Sally (When Harry Met Sally...)
- Kevin Jarre – Glory
- Spike Lee – Do the Right Thing
- Tom Schulman – Der Club der toten Dichter (Dead Poet Society)
- Steven Soderbergh – Sex, Lügen und Video (Sex, Lies and Videotape)

### Beste Filmmusik
Alan Menken – Arielle, die Meerjungfrau (The Little Mermaid)
- Dave Grusin – Die fabelhaften Baker Boys (The Fabulous Baker Boys)
- James Horner – Glory
- Ennio Morricone – Die Verdammten des Krieges (Casualties of War)
- John Williams – Geboren am 4. Juli (Born on the Fourth of July)

### Bester Filmsong
„Under the Sea“ aus Arielle, die Meerjungfrau (The Little Mermaid) – Howard Ashman, Alan Menken
- „After All“ aus Ein himmlischer Liebhaber (Chances Are) – Dean Pitchford, Tom Snow
- „I Love to See You Smile“ aus Eine Wahnsinnsfamilie (Parenthood) – Randy Newman
- „Kiss the Girl“ aus Arielle, die Meerjungfrau (The Little Mermaid) – Howard Ashman, Alan Menken
- „The Girl Who Used to Be Me“ aus Shirley Valentine – Auf Wiedersehen, mein lieber Mann (Shirley Valentine) – Alan Bergman, Marilyn Bergman, Marvin Hamlisch

### Bester fremdsprachiger Film
Cinema Paradiso (Nuovo Cinema Paradiso), Italien – Regie: Giuseppe Tornatore
- Camille Claudel, Frankreich – Regie: Bruno Nuytten
- Das Leben mit dem Onkel (Zivot sa stricem), Jugoslawien – Regie: Krsto Papic
- Eine Frauensache (Une affaire de femmes), Frankreich – Regie: Claude Chabrol
- Jesus von Montreal (Jésus de Montréal), Kanada – Regie: Denys Arcand

## Gewinner und Nominierte im Bereich Fernsehen

### Beste Serie – Drama
China Beach
- Die besten Jahre (Thritysomething)
- In der Hitze der Nacht (In the Heat of the Night)
- Kampf gegen die Mafia (Wiseguy)
- L.A. Law – Staranwälte, Tricks, Prozesse (L.A. Law)
- Mord ist ihr Hobby (Murder, She Wrote)

### Beste Serie – Musical/Komödie
Murphy Brown
- Cheers
- Golden Girls (The Golden Girls)
- Harrys Nest (Empty Nest)
- Mann muss nicht sein (Designing Women)
- Wunderbare Jahre (The Wonder Years)

### Beste Miniserie oder bester Fernsehfilm
Der Ruf des Adlers (Lonesome Dove)
- Schrei am Abgrund (Small Sacrifices)
- My Name Is Bill W.
- Eine Frau klagt an (Roe vs. Wade)
- Steven – Die Entführung (I Know My First Name Is Steven)

### Bester Darsteller in einer Fernsehserie – Drama
Ken Wahl – Kampf gegen die Mafia (Wiseguy)
- Corbin Bernsen – L.A. Law – Staranwälte, Tricks, Prozesse (L.A. Law)
- Harry Hamlin – L.A. Law – Staranwälte, Tricks, Prozesse (L.A. Law)
- Carroll O’Connor – In der Hitze der Nacht (In the Heat of the Night)
- Ken Olin – Die besten Jahre (Thirtysomething)

### Bester Darsteller in einer Fernsehserie – Musical/Komödie
Ted Danson – Cheers
- John Goodman – Roseanne
- Judd Hirsch – Mein lieber John (Dear John)
- Richard Mulligan – Harrys Nest (Empty Nest)
- Fred Savage – Wunderbare Jahre (The Wonder Years)

### Bester Darsteller in einer Miniserie oder einem Fernsehfilm
Robert Duvall – Der Ruf des Adlers (Lonesome Dove)
- John Gielgud – Feuersturm und Asche (War and Remembrance)
- Ben Kingsley – Recht, nicht Rache (Murderers Among Us: The Simon Wiesenthal Story)
- Lane Smith – Der Fall Nixon (The Final Days)
- James Woods – My Name Is Bill W.

### Beste Darstellerin in einer Fernsehserie – Drama
Angela Lansbury – Mord ist ihr Hobby (Murder, She Wrote)
- Dana Delany – China Beach
- Susan Dey – L.A. Law – Staranwälte, Tricks, Prozesse (L.A. Law)
- Jill Eikenberry – L.A. Law – Staranwälte, Tricks, Prozesse (L.A. Law)
- Mel Harris – Die besten Jahre (Thirtysomething)

### Beste Darstellerin in einer Fernsehserie – Musical/Komödie
Jamie Lee Curtis – Anything But Love
- Kirstie Alley – Cheers
- Stephanie Beacham – Sister Kate
- Candice Bergen – Murphy Brown
- Tracey Ullman – Die Tracey Ullman Show (The Tracey Ullman Show)

### Beste Darstellerin in einer Miniserie oder einem Fernsehfilm
Christine Lahti – Brennendes Schicksal (No Place Like Home)
- Farrah Fawcett – Schrei am Abgrund (Small Sacrifices)
- Holly Hunter – Eine Frau klagt an (Roe vs. Wade)
- Jane Seymour – Feuersturm und Asche (War and Remembrance)
- Loretta Young – Spinne im Netz (Lady in the Corner)

### Bester Nebendarsteller in einer Fernsehserie, einer Miniserie oder einem Fernsehfilm
Dean Stockwell – Zurück in die Vergangenheit (Quantum Leap)
- Chris Burke – Alles Okay, Corky? (Life Goes On)
- Larry Drake – L.A. Law – Staranwälte, Tricks, Prozesse (L.A. Law)
- Tommy Lee Jones – Der Ruf des Adlers (Lonesome Dove)
- Michael Tucker – L.A. Law – Staranwälte, Tricks, Prozesse (L.A. Law)

### Beste Nebendarstellerin in einer Fernsehserie, einer Miniserie oder einem Fernsehfilm
Amy Madigan – Eine Frau klagt an (Roe vs. Wade)
- Anjelica Huston – Der Ruf des Adlers (Lonesome Dove)
- Rhea Perlman – Cheers
- Susan Ruttan – L.A. Law – Staranwälte, Tricks, Prozesse (L.A. Law)
- Julie Sommars – Matlock

## Cecil B. De Mille Award
- Audrey Hepburn

## Miss Golden Globe
Katharine Kramer (Tochter von Stanley Kramer und Karen Sharpe)